# Палива на основі нафтопродуктів
Палива на основі нафтопродуктів — поділяють на дистилятні і залишкові. 
- До дистилятних палив відносять автомобільні й авіаційні бензини, реактивні, дизельні, грубні і газотурбінні палива, а також малов'язке суднове паливо.
- Залишкові палива містять нафтові залишки, що не переганяються. Вони представлені моторними паливами ДТ і ДМ, високов'язкими судновими паливами та флотським і котельним мазутом.

Як правило, кожне паливо випускається у вигляді окремих марок, що відрізняються октановими чи цетановими числами, вмістом сірки, температурою спалахування тощо. В останні роки розробляються т. зв. екологічно поліпшені палива, що загалом характеризуються зниженим вмістом сірки, ароматичних вуглеводнів, меншою випаровуваністю.
У місцях видобутку нафти на автомобільних і стаціонарних установках застосовують газоконденсатні палива, які одержують переробкою газових конденсатів на промислах за допомогою найпростіших установок невеликої продуктивності, часто обмежуючись прямим перегоном. За якістю такі палива поступаються стандартним і мають лише регіональне значення.
Ускладнені вимоги до палив вступають у протиріччя з якістю сировини для їх виробництва. По-перше, змінюються характеристики нафт, що видобуваються. По-друге, з поглибленням процесу переробки нафти в паливному балансі збільшується кількість нестабільних фракцій вторинного походження, що містять багато неграничних вуглеводнів, гетероатомних сполук і металів. 
Історично склалося так, що спочатку видобували малосірчисті нафти, а пізніше почали експлуатувати родовища з великим вмістом сірки. У 2020 роках, за прогнозами, доведеться мати справу з нафтами, що містять на 20 – 50% сірки більше, ніж сьогодні. Гарною ілюстрацією щодо цього є історія розробки нафтових родовищ у Росії: у минулому столітті нафти, що видобувалися, містили 0,07-0,4% сірки (Апшерон, Грозний), сьогодні із Західного Сибіру надходить нафта, що містить до 2% сірки, а концентрація сірки в поволзькій нафті ще вища і досягає в окремих випадках 5%.